# Xystrota adita
Xystrota adita là một loài bướm đêm trong họ Geometridae.